# بوزانوو (استان ماسوویان)
بوزانوو (به لهستانی:  Bodzanów) یک روستا در لهستان است که در گمینا بوزانوو واقع شده‌است. بوزانوو ۱٬۳۰۰ نفر جمعیت دارد.